# Phytoseius coheni
Phytoseius coheni är en spindeldjursart som beskrevs av Swirski och Shechter 1961. Phytoseius coheni ingår i släktet Phytoseius och familjen Phytoseiidae. Inga underarter finns listade i Catalogue of Life.